# Porta Monforte
Porta Monforte è stata una delle cinque porte più recenti di Milano, ricavata lungo i bastioni spagnoli, oggi demoliti, per consentire una più diretta comunicazione fra la città e il nuovo asse stradale costituito dagli attuali Corso Concordia e Corso Indipendenza. Posta a est della città, si costituiva di due caselli daziari (1889), demoliti nel 1919. Sorgeva al centro dell'attuale Piazza del Tricolore, allo sbocco di Corso Monforte.

## Storia
Sorta lungo lo stesso asse della Pusterla di Monforte medievale, fu l'ultima fra le porte di Milano ad essere realizzata, in ottemperanza al Piano Beruto del 1889, che prevedeva un nuovo asse radiale di sviluppo cittadino che prendesse sostanzialmente forma uscendo dal perimetro dei vecchi bastioni spagnoli, proseguendo lungo Corso Concordia e Corso Indipendenza. Fu completata il 24 ottobre 1888.
La porta era in origine caratterizzata dalla presenza di due caselli daziari, posti nell'attuale Piazza del Tricolore, uniti da un'elegante cancellata in ferro, interrotta da quattro pilastri anch'essi in ferro, che terminavano con un lampione a gas. Se ne ordinò la demolizione nel 1919, in quanto ritenuti "di ingombro tecnico e prospettico, tanto più grave in quanto, con l'abolizione della cinta daziaria, costituivano né un monumento architettonico apprezzabile, né una memoria storica interessante".
Porta Monforte, a cui non fanno capo direttrici extraurbane, è rimasta da sempre uno snodo di importanza decisamente minore. Il piazzale, ornato da giardini, porta oggi il nome di Piazza del Tricolore. Il nome della porta (ereditato dal corso che qui vi sbuca da Piazza San Babila, sarebbe da ricondursi a un fatto storico risalente all'XI secolo. Nel 1028 il vescovo di Milano Ariberto da Intimiano era impegnato nella visita della diocesi suffraganea di Torino: interrogando il capo di un gruppo religioso sospettato di eresia, venne a sapere che gli abitanti di Monforte d'Alba (oggi in Provincia di Cuneo) interpretavano in modo allegorico il dogma trinitario, negavano la necessità dei sacramenti e quindi del clero, molto probabilmente avendo abbracciato la dottrina dei catari. In quello stesso anno pertanto, forze militari alle dipendenze di Ariberto da Intimiano assediarono ed espugnarono il castello di Monforte: la sua popolazione venne deportata a Milano ed invitata ad abiurare la propria fede. Coloro che rifiutarono - la maggior parte - vennero arsi sul rogo. La zona di Milano in cui sarebbero stati imprigionati gli eretici prese dunque il nome dal loro paese di provenienza, dando il nome al futuro Corso Monforte, che a sua volta l'avrebbe passato alla relativa porta.

## Galleria d'immagini

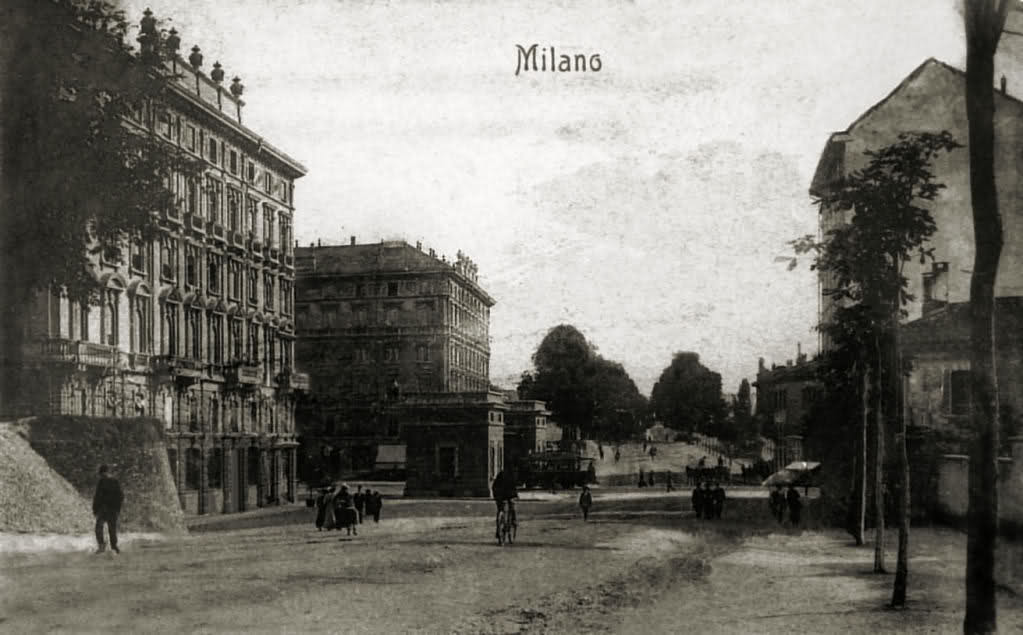
Porta Monforte vista da v.le Majno, inizio Novecento.
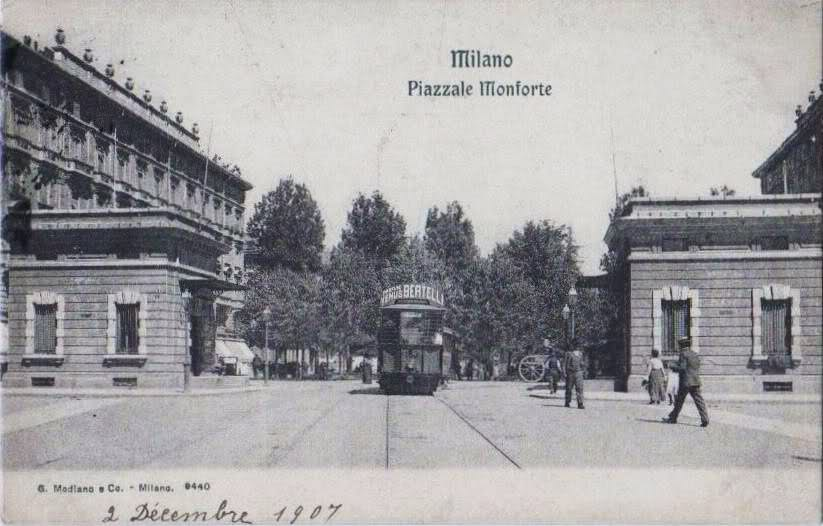
Porta Monforte vista da c.so Monforte, 1907.